# Universidade de Strathmore
A Universidade de Strathmore é uma universidade privada da Opus Dei localizada em Nairóbi, Quênia.